# Ludwika Iwańska
Ludwika Iwańska, född 1769, död 1800, var en polsk skådespelare och operasångare. 
Hon var aktiv med sin äldre syster i familjen Radziwiłłs privata hovteater i Nesvizj innan hon engagerades vid teatern i Grodno 1786. Tack vare den framgång och popularitet hon vann där kom hon till nationalteatern i Warszawa, där hon var aktiv från 1790. 
Hon utmärkte sig i rollerna som Klaryssa i "Fircyk w zalotach", Wydrzyźnialska i "Szkoła obmowy", och Ludwika i "Sługa panią", och hyllades särskilt då hon 1795 framförde passionsoratoriet i "Oratorium Męki Pańskiej" av Giovanni Paisiello. Hon uppmärksammades särskilt för sin vackra röst.